# Catharina Questiers
Catharina Questiers, född 1631, död 1669, var en nederländsk dramatiker och konstnär. Hon debuterade med sin första pjäs 1655 och tillhörde Nederländernas främsta dramatiker under sin samtid. Hon umgicks i kretsen av Nederländernas konstnärliga elit och kallades "Den andra Sapfo". 